# Арганфона
Арганфо́на (Арганто́на, др.-греч. Ἀργανθώνη) — персонаж греческой мифологии.
Охотница из Киоса (Вифиния), возлюбленная фракийского царя Реса, союзница троянцев. Её спутником на охоте стал Рес, через некоторое время она стала его женой.
Арганфона предчувствовала смерть Реса под Троей и не отпускала его на войну. Когда Рес погиб (в первые же сутки после прибытия к Трое), она непрерывно звала Реса на том месте, где они впервые соединились, и умерла от голода.
Арганфона покончила с собой на том же месте, где впервые сошлась с Ресом на Киосе во время охоты; с тех пор там забил неиссякающий источник. По другой версии, узнав о смерти Реса, Арганфона отправилась в Трою и умерла от горя над телом возлюбленного.